# Il Santo (Elba)
Il Santo è una dorsale dell'isola d'Elba situata alle pendici delle Mure, di cui costituisce un contrafforte in direzione ovest. Il toponimo deriva probabilmente dall'antica presenza di un edificio religioso, di cui oggi non rimane più alcuna traccia. Nei pressi si trova la Grotta del Santo, una caverna naturale che, durante la seconda guerra mondiale, offrì nascondiglio alla popolazione del sottostante paese di Pomonte. Alla stessa altitudine di 345 metri, in direzione sud-ovest, esiste la località Aia alli Preti, già attestata dal XVI secolo e che potrebbe verosimilmente confermare la presenza, in età medievale, di una struttura religiosa.

## Ambiente
La vegetazione è composta da macchia mediterranea di Arbutus unedo e Quercus ilex.